# Brabanter
Der Brabanter (auch Belgisches Kaltblut, Flamländer oder Flämisches Pferd) ist ein Kaltblüter (Pferd) aus der belgischen Provinz Brabant.

## Exterieur
Der Brabanter besitzt einen gut proportionierten, aber unedlen Kopf mit ausgeprägten Ganaschen und freundlichem Ausdruck sowie einem geraden oder leicht konvexen Profil, welcher auf einem kurzen, schweren Hals mit Doppelmähne sitzt, der einer kräftigen, langen und steil gelagerten Schulter entspringt. Die Brust ist tief und breit, der Körperbau kompakt und kräftig, und der Rumpf tonnig. Der breite, niedrige Widerrist verschwindet fast gänzlich in der ausgeprägten Rückenmuskulatur und geht über in einen kurzen, breiten, meist leicht eingesattelten Rücken mit muskulöser Nierenpartie. Die Breite der langen, oft abschüssigen Spaltkruppe mit hervorragender Bemuskelung wird oftmals durch Kupieren des Schweifes betont. Die kurzen bis mittellangen, muskulösen, korrekt gestellten Beine mit starkem, aber kurzem Kötenbehang stehen auf oftmals unproportional flachen Hufen, welche aber eine überdurchschnittliche Größe und gute Hornqualität besitzen.

### Stockmaß

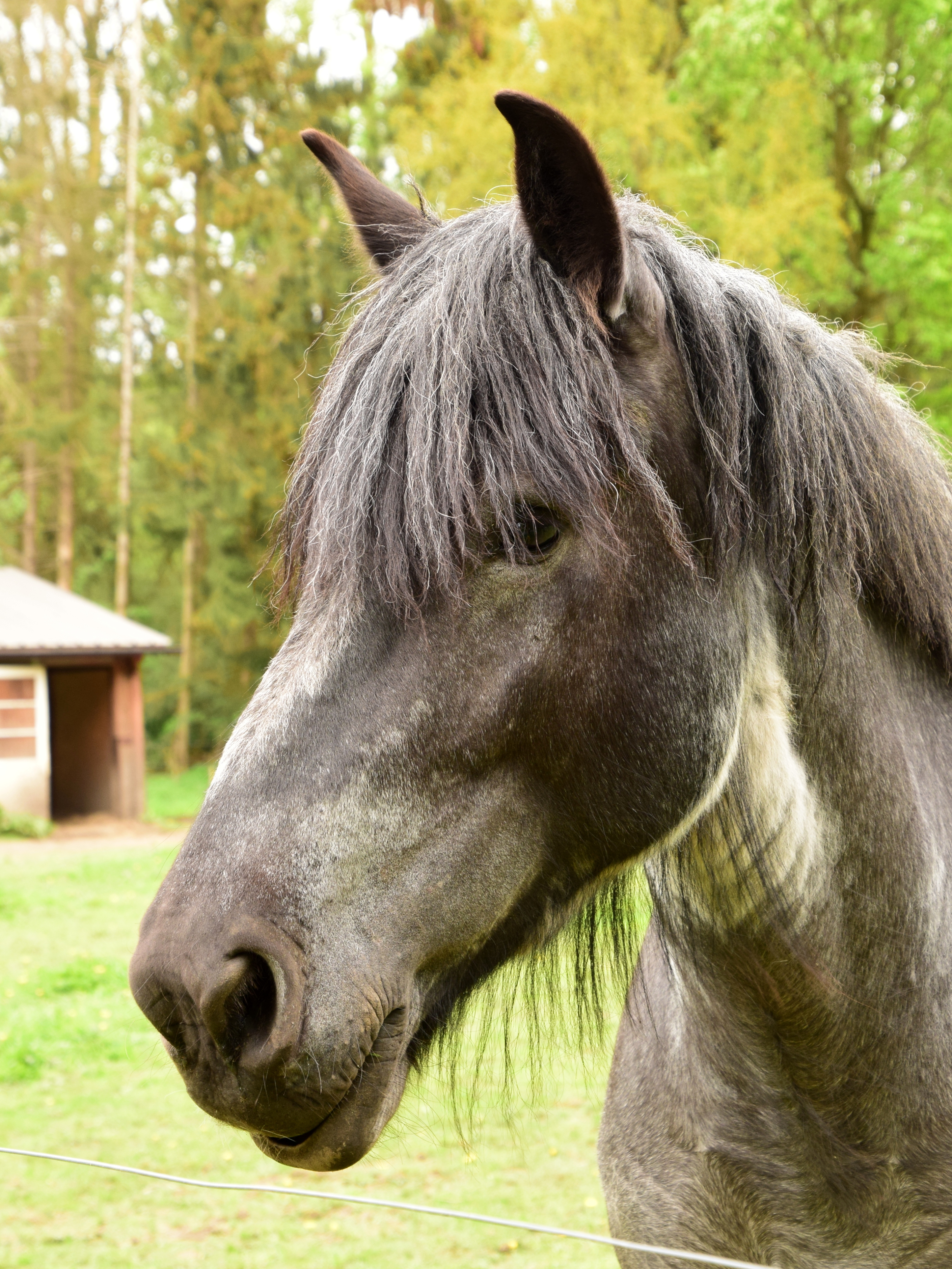
Kopfstudie

Die ideale Höhe des Widerrists vom Brabanter liegt laut Rassestandard bei Hengsten bei 170 cm, bei Stuten bei 166 cm.

### Körpermasse
Die Körpermasse des Flamländers beträgt bei Stuten durchschnittlich 700 kg, bei Hengsten 900 kg.

### Farbgebung
Es treten die drei Grundfarben des Hauspferds auf, Rappe, Brauner und Fuchs. Meistens sind sie bei dieser Rasse mit dem Effekt Stichelhaarigkeit versehen. Der insgesamt weit überwiegende Typ ist stichelhaariger Brauner. Für das stichelhaarige Erscheinungsbild werden häufig die missverständlichen Begriffe „Rapp(dauer)schimmel“/„Blau(dauer)schimmel“ bei Rappen, und – je nach vorherrschendem Eindruck – „Braun(dauer)schimmel“ oder „Rot(dauer)schimmel“ bei Braunen und Füchsen verwendet. Tatsächliche Schimmel kommen äußerst selten auch vor.

## Interieur
Der Brabanter gilt als ausgesprochen ruhig und sanftmütig sowie als frühreif und langlebig.
Er besitzt einen frommen, umgänglichen Charakter und ist leicht zu lenken. In der Aufzucht ist er wegen seiner Masse relativ anspruchsvoll, aber auch ausgewachsene Exemplare benötigen größere Futtermengen, insbesondere an Raufutter.

## Bewegungslauf

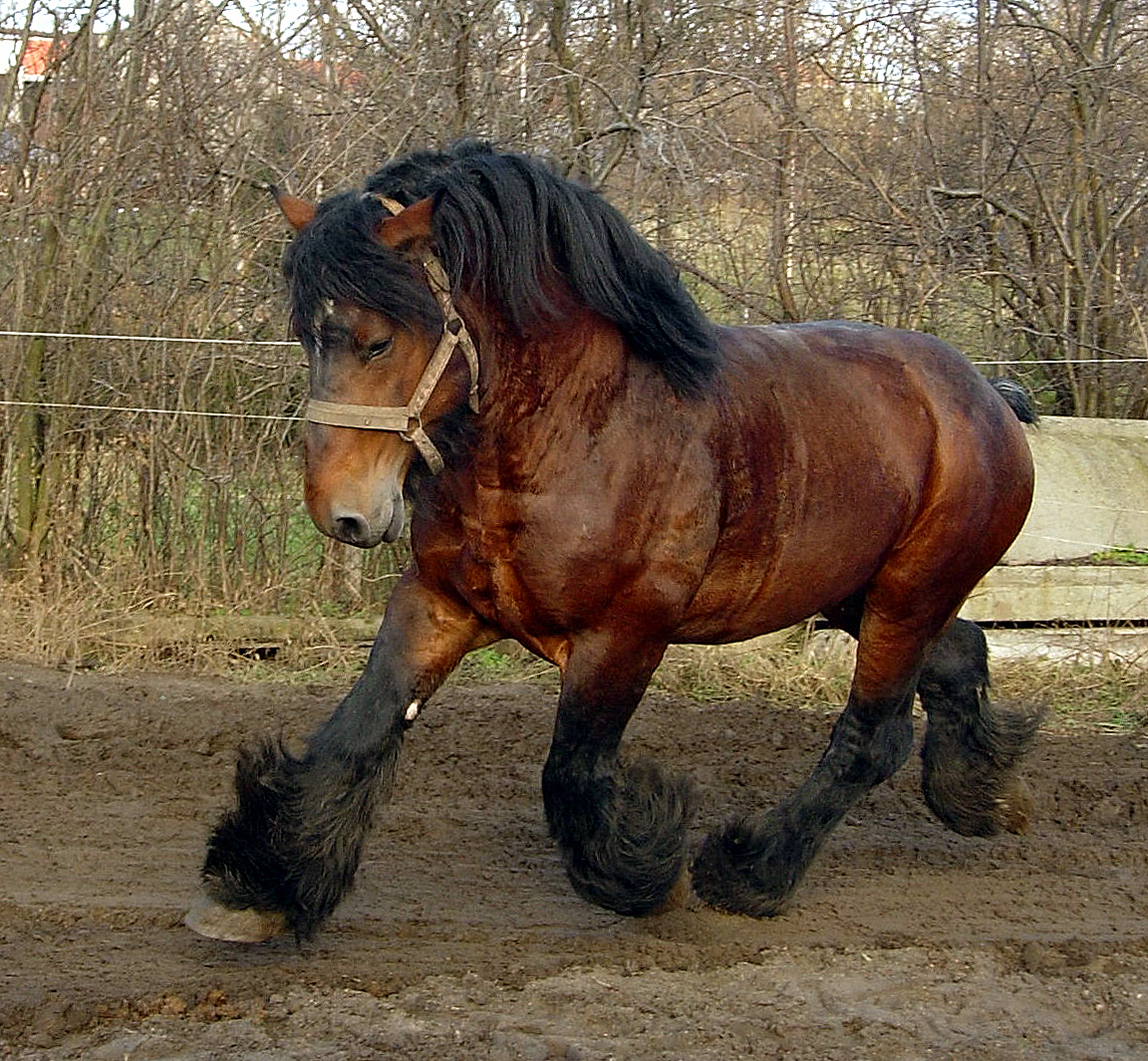
Bewegungsstudie (Trab)

Der Brabanter zeigt in den Pferdegangarten Schritt und Trab trotz seiner enormen Masse leichte, schnelle und energische Bewegungen mit Raumgriff.

## Zuchtziel
Der Kopf des Brabanters soll wohlproportioniert, aber im Vergleich zum Pferd leicht sein und viel Ausstrahlung, ein gerades Profil, eine breite, gerade Stirn, lebendige und große Augen, leicht geblähte, weite Nüstern und kleine, weit auseinander gelegene Ohren besitzen. Der Hals wird bei Stuten lang und hochangesetzt, bei Hengsten muskulöser und somit kürzer erscheinender gewünscht. Angestrebt wird ein langer und gut entwickelter Widerrist, eine gut geneigte (45° zur Horizontalen) und ausreichend lange Schulter sowie ein breiter Brustkorb mit genügender Tiefe. Ein gerader, kurzer und breiter Rücken wird anvisiert, bei Stuten ist aber mehr Länge erlaubt. Die Kruppe soll breit und lang, leicht abschüssig sowie gespalten und mit einem guten Schweifansatz versehen sein. Erstrebt wird eine kurze und feste Flanke sowie ein korrektes, trockenes, aber ausreichend schweres und gut proportioniertes Fundament mit breiten und trockenen Gelenken. Die Hufe werden hart und ausreichend breit und mit glänzendem Kötenbehang gewünscht.
In der Rassezucht sind alle drei Grundfarben und jede Intensität von Stichelhaarigkeit zulässig. Ob auch tatsächliche Schimmel gestattet sind, ist wegen der unscharfen Begriffsverwendung nicht klar ersichtlich, hat aber zahlenmäßig ohnehin keine Bedeutung.
Anvisiert werden korrekte, taktreine, erhabene und geschmeidige Gänge mit kraftvollen, raumgreifenden Bewegungen, viel Schwung aus dem Rücken und einer stolzen Haltung.

## Verwendung
Das Belgische Kaltblut ist eines der stärksten Zugpferde, wobei er neben seiner Kraft auch durch einen sehr raumgreifenden Schritt überzeugen kann.
Im Zuge der Motorisierung wurde es oftmals lediglich zur Produktion von Schlachtfohlen genutzt. Der Verein zur Förderung des Belgischen Kaltbluts (eigentlich: Vereniging voor het Bevorderen van het Belgisch Trekpaard) hat erreicht, dass Rassevertreter vermehrt im alternativen Ackerbau eingesetzt werden. Des Weiteren wird es, allerdings nur geringem Umfang, im Freizeitfahrsport, in der Forstwirtschaft als Rückepferd sowie zu Werbezwecken (z. B. als Brauereipferd) verwendet.

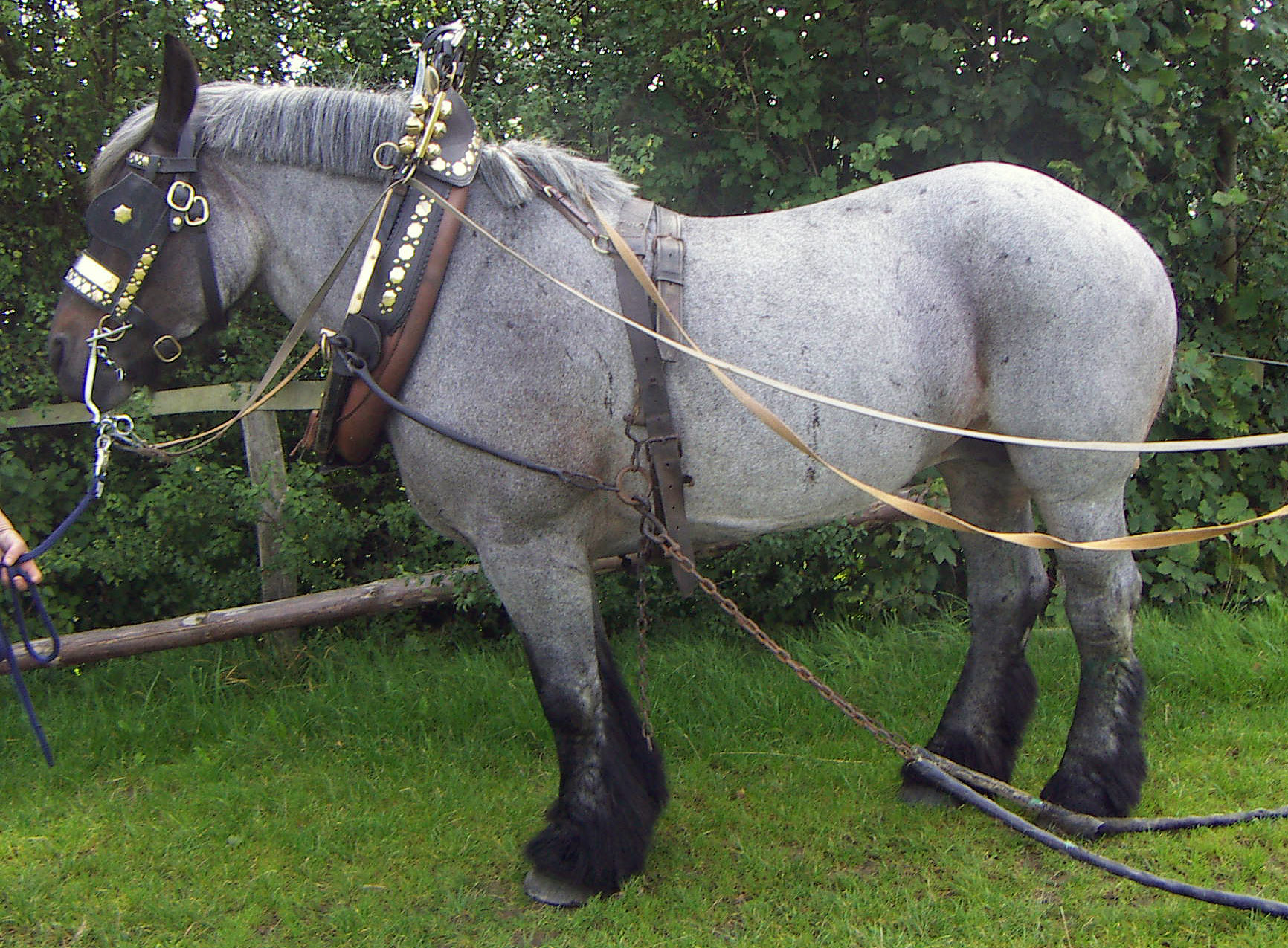
Brabanter, aufgeschirrt als Rückepferd
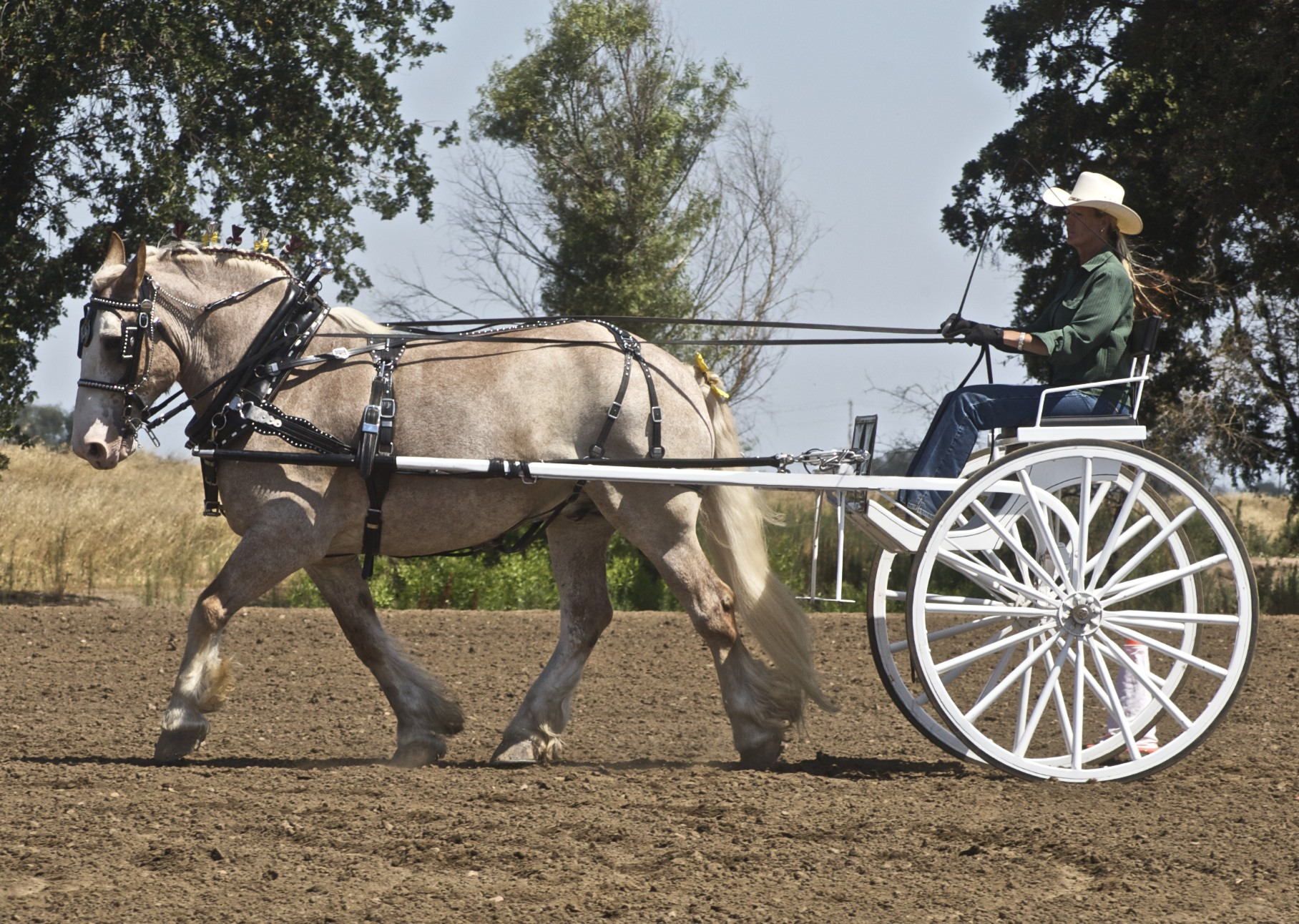
Brabanter als Fahrpferd
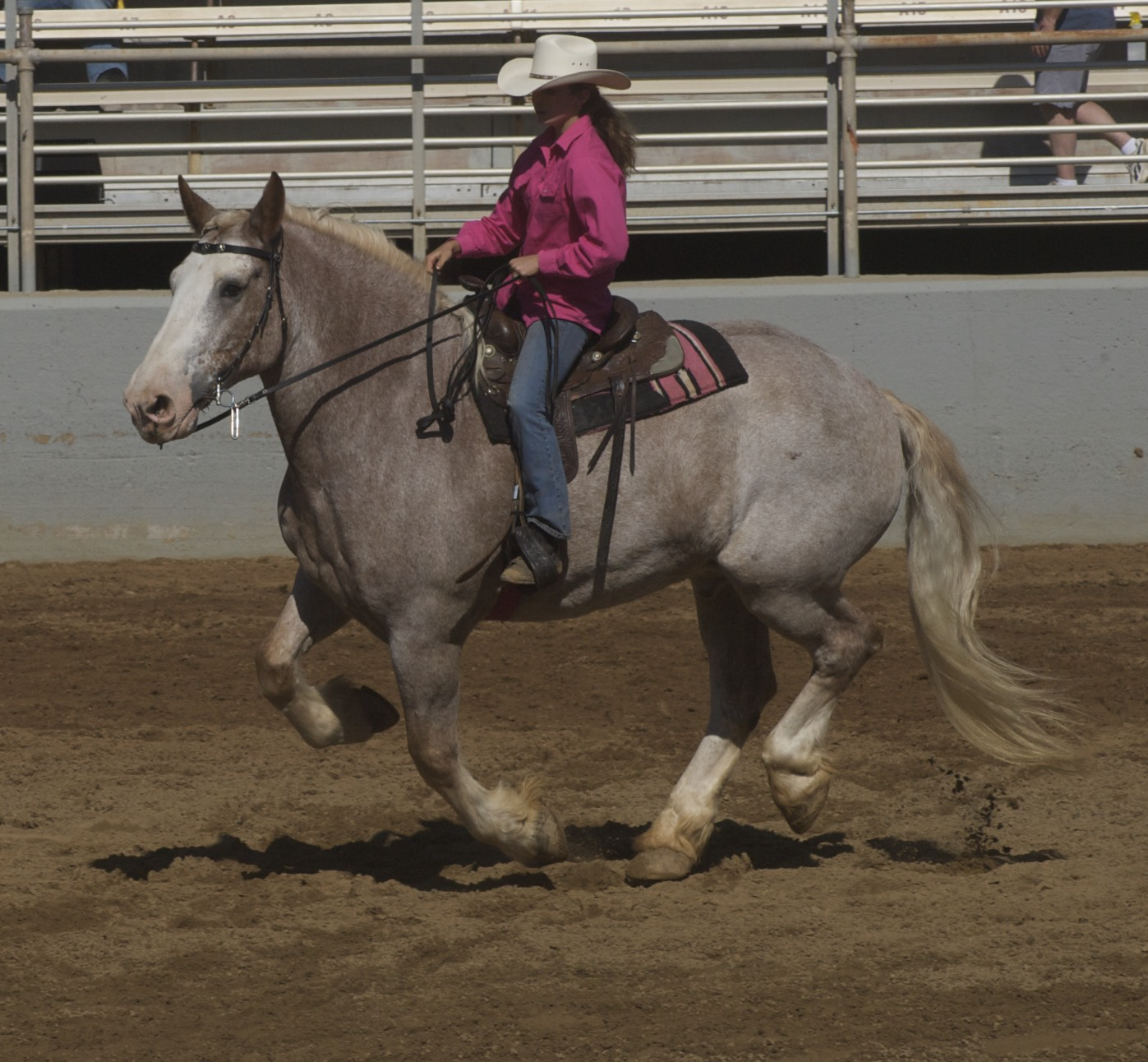
Ein Belgisches Kaltblut, ungewöhnlicherweise als Westernpferd verwendet

## Zucht

### Geschichte
Der Ursprung des Belgischen Kaltbluts wird in der Römerzeit vermutet.
Regionale Zuchtverbände entstanden um 1879 in Lüttich und 1884 in Ostflandern.
1886 wurde der nationale Zuchtverband Société Nationale du Cheval de Trait Belge gegründet und ein Stammbuch eingerichtet.
Die drei Verbände beschlossen Ende 1886 sich zu vereinigen und traten ab Januar 1887 unter dem gemeinsamen Namen „Société Nationale des Eleveurs Belges“ in Erscheinung. Das Zuchtbuch wurde zusammengeführt und wurde am 27. April 1891 anerkannt.
Seit dem 13. Januar 1919 heißt der Zuchtverband Société Royale du Cheval de Trait Belge. Gegen Ende des 19. Jahrhunderts und zu Beginn des 20. Jahrhunderts gelangten das Belgische Kaltblut durch Exporte in alle Welt und diente als Grundlage für viele andere Kaltblutrassen, wie das Rheinisch-Deutschen Kaltblut. Auch das japanische Ban'ei Keiba wurde vom Belgischen Kaltblut beeinflusst.

### Zuchtgebiet
Ursprünglich, wie der Name bereits verrät, aus der belgischen Provinz Brabant stammend, ist der Brabanter mittlerweile in Gesamtbelgien, mit Schwerpunkt in der Region Flandern, beheimatet. Zudem befinden sich weltweit Nachzuchten, mit Schwerpunkt in Europa und den USA, aber auch in weiteren Staaten, z. B. in Japan, Südamerika und Russland.

### Bestand
Die Gesamtpopulation des Belgischen Kaltblüters beträgt etwa 1.800 bis 2.800 Exemplare. Im Zuchteinsatz befinden sich rund achtzig Hengste und 440 Stuten. Der Bestand wird somit vom Domestic Animal Diversity Information System der Ernährungs- und Landwirtschaftskommission der Vereinten Nationen als „gefährdet“ eingestuft.